# Собор Рождества Христова (Северодонецк)

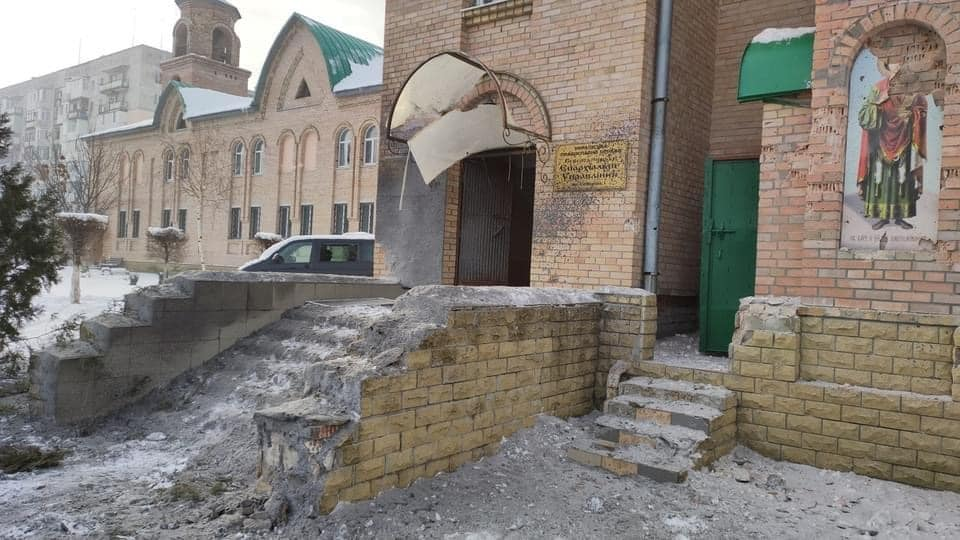
После обстрелов 2022 года

Рождественский собор в Северодонецке — кафедральный собор Северодонецкой епархии Украинской православной церкви (Московский патриархат), расположен в городе Северодонецке Луганской области.
Построен в 2001 году в форме креста со множеством куполов и звонницей.

## История
До 1992 года в Северодонецке никогда не было ни храмов ни часовен. У истоков возрождения православия в Северодонецке стоял архиепископ Луганский и Старобельский Иоанникий (Кобзев).
19 июня 1994 года в день Святой Троицы при громадном стечении народа, на большой площади, отведённой под строительство собора, была освящена и заложена первая фундаментальная плита.
В 1996 году был построен нулевой цикл хозяйственного корпуса и начата закладка стен. На праздник Преображения Господня в 1998 году на площадке новостройки состоялось первое богослужение. Почти все предприятия города оказывали посильную помощь в строительстве собора. 28 из них выделяли материалы, более 60 финансировали стройку.
В 1999 году ко дню Святой Троицы строители уже завершали кирпичную кладку всего собора. Успех строительства был бы немыслим без активного содействия городского головы Владимира Грицишина.
17 апреля 2000 года на Свято-Христо-Рождественский собор установили первые купола. В праздник Пасхи в уютном зале храма состоялось первое богослужение. К 18 июня были завершены работы по северному залу.
В 2008 году из состава Луганской епархии была выделена Северодонецко-Старобельская епархия. В день Святой Троицы храм почтил очередным визитом архиепископ Луганский и Старобельский Иоанникий.
31 мая 2007 года, с образованием Северодонецкой епархии, Свято-Христо-Рождественский собор получил статус кафедрального. В административной части собора было устроено епархиальное управление.
6 января 2011 года Северодонецкий городской совет принял решение о безвозмездной передаче в собственность Северодонецкой епархии Украинской Православной Церкви Свято-Христо-Рождественского кафедрального собора с элементами благоустройства (епархиальное управление, Свято-Георгиевская часовня, мемориальный комплекс участникам локальных событий, церковный парк).

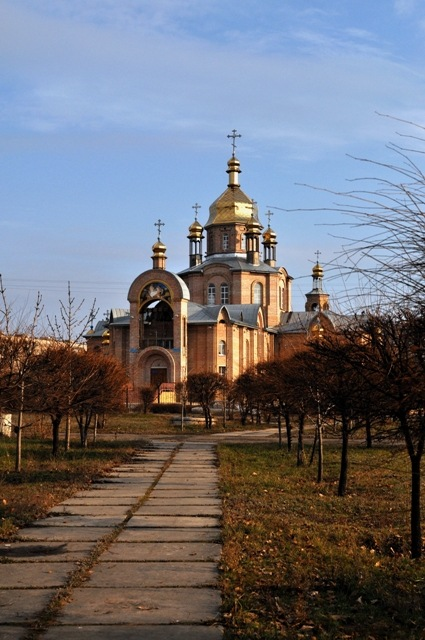

Во время вторжения России на Украину в 2022 году был неоднократно обстрелян.